# 马场伸幸
马场伸幸（日语：ばば のぶゆき；1965年1月27日—）是日本政治人物，從政前為厨师。日本維新會所属众议院议员（第4期）、日本维新会代表（第3代）、大阪维新会副代表。 历任堺市议会议长（第76届）、副议长（第76届）、堺市议会议员（第6届）、维新党国会对策委员长、日本维新会干事长等职。